# Pokémon Champions
Pokémon Champions est un jeu vidéo d'arène de combat et de stratégie au tour par tour développé par The Pokémon Works et Game Freak, édité par The Pokémon Company et Nintendo et prévu pour les plateformes Nintendo Switch, Nintendo Switch 2, iOS et Android. Il fait partie de la série de jeux vidéo Pokémon. À partir de 2026, il servira de support pour les compétitions officielles.

## Système de jeu
Pokémon Champions est centré autour des combats Pokémon. Il propose des Combats Solo et Duo avec 3 formats : classés, amicaux et privés. Il est possible d'utiliser ses propres Pokémon provenant des autres jeux de la franchise via Pokémon Home, ou sinon en les recrutant en utilisant des Points de Victoire (PdV) obtenables dans les matchs classés.
L'entraînement a été entièrement revu pour être simplifié : chaque Pokémon dispose de 66 points de stats qui peuvent répartit dans les 6 statistiques différents (PV, Attaque, Défense, Atq. Spé., Déf. Spé. et Vitesse) avec la limite de 32 points de stats maximum dans une statistique, chaque point de stats équivaut à 1 point en plus dans la statistique. Il est également possible de modifier comme on le souhaite les attaques, le talent et la nature de son Pokémon. Chaque modification coûte une certaine quantité de PdV.

## Développement
Le 27 février 2025 (15 h heure française), le jeu est annoncé lors du Pokémon Presents, son gameplay devrait être similaire à celui de la série de jeux vidéo Pokémon Stadium et sera compatible avec Pokémon Home, et Pokémon Écarlate et Violet.
Le 22 juillet 2025 (15 h heure française), une présentation du jeu est montré lors d'un Pokémon Presents, montrant les premières images en jeu, les système de recrutement et d'entraînement des Pokémon, différents modes de jeu, ainsi qu'une sortie pour 2026.
Le 18 août 2025 (5 h heure française), une courte présentation a été montrée lors de la cérémonie de clôture des Championnats du monde 2025 à Anaheim, annonçant que le jeu servira de support pour les futures compétitions officielles à partir de sa sortie en 2026.